# 中川真 (財務官僚)
中川 真（なかがわ まこと、1959年12月22日 - ）は、日本の財務官僚。特定複合観光施設区域整備推進本部事務局長を経て、駐スロバキア特命全権大使を務めた。

## 人物
東京大学法学部第2類（公法コース）卒業後、1983年大蔵省に入省。1989年伊勢税務署長。国際通貨基金を経て、1993年から1998年まで主計局で経済協力、厚生係の主査を務め、年金医療介護の予算編成に携わる。2003年主計企画官となり三位一体の改革を担当。2005年主計官（文部科学係）となり義務教育国庫負担金や科学技術振興費の問題に対処した。2014年より内閣官房で新国立競技場や地方創生を担当する。2018年より大臣官房カジノ管理委員会設立準備室室長となり日本のカジノ・ゲーミング産業の管理政策の策定に携わり、2020年より駐スロバキア特命全権大使。

## 略歴
- 1983年4月：大蔵省入省（大臣官房文書課）[5]
- 1985年6月：留学（ケンブリッジ大学）
- 1987年7月：国際金融局国際機構課通貨基金係長[6]
- 1989年7月：伊勢税務署長
- 1990年7月：派遣職員（国際通貨基金日本理事室審議役）
- 1993年7月：主計局主計官補佐（経済協力第二係主査）
- 1994年7月：主計局主計官補佐（厚生第五係主査）
- 1995年6月：主計局主計官補佐（厚生第三係主査）
- 1997年7月：主計局主計官補佐（厚生第一、二係主査）
- 1998年7月：大臣官房企画官兼大臣官房文書課
- 1999年6月：派遣職員（経済協力開発機構金融財政企業局税制支援室長）
- 2002年7月：大臣官房文書課企画調整室長
- 2003年7月：主計局主計企画官（調整担当）
- 2005年7月：主計局主計官（文部科学係担当）
- 2007年7月：近畿財務局総務部長
- 2008年8月：派遣職員（国際通貨基金財政局審議役）
- 2010年7月：派遣職員（国際復興開発銀行副総裁審議役）
- 2014年7月：大臣官房審議官（大臣官房担当）､（併）内閣官房内閣審議官（内閣官房副長官補付特命室）
- 2015年7月：（命）内閣官房新国立競技場の整備計画再検討推進室総括審議官
- 2016年6月：内閣官房内閣審議官､（命）内閣官房まち・ひと・しごと創生本部事務局地方創生総括官補
- 2017年3月：（命）特定複合観光施設区域整備推進本部事務局次長
- 2018年8月：（命）内閣府大臣官房カジノ管理委員会設立準備室室長
- 2018年10月：（命）内閣官房ギャンブル等依存症対策推進本部事務局総括官
- 2019年4月：（命）特定複合観光施設区域整備推進本部事務局長
- 2020年3月：駐スロバキア特命全権大使[4]
- 2020年11月10日：駐スロバキア特命全権大使を辞任